# НИИ клинической и экспериментальной лимфологии
НИИ клинической и экспериментальной лимфологии - филиал Федерального исследовательского центра "Институт цитологии и генетики СО РАН" (НИИКЭЛ - филиал ИЦиГ СО РАН) — научная организация, образованная в 1991 году путём реорганизации Научно-исследовательской лаборатории клинической и экспериментальной лимфологии СО РАМН. С 15 мая 2017 года является филиалом Федерального исследовательского центра Институт цитологии и генетики СО РАН. Расположен в Академгородке Новосибирска.
Основатель института — академик РАМН, д. м. н. Юрий Иванович Бородин. С 24 мая 2022 года НИИКЭЛ - филиал ИЦиГ СО РАН возглавляет д.м.н. Максим Александрович Королев.

## Научные задачи
Основной целью исследований института является получение и использование новой научной информации для реабилитации поврежденных структур организма, для создания новых высокоэффективных индивидуализированных технологий восстановления нарушенных структур и функций лимфатической системы в комплексном лечении социально значимых патологий.
Для выполнения поставленных задач в НИИКЭЛ организовано 3 отдела с научно-исследовательскими лабораториями и клиника. 
НИИКЭЛ активно сотрудничает со многими российскими и зарубежными научными центрами, университетами, международными фармацевтическими компаниями, лечебными и санаторно-курортными учреждениями. Ведущие ученые института принимают участие в работе Международного общества лимфологов, Европейской федерации иммуногенетики, Европейской антиревматической лиги (EULAR), Европейской ассоциации по изучению сахарного диабета (EASD), Американской диабетической ассоциации (ADA), Европейской академии естественных наук и других российских и международных научных сообществ. С момента создания в НИИКЭЛ постоянно организуются и проводятся международные научные форумы по проблемам лимфологии и клеточной биологии, эндокринологии, ревматологии, эндоэкологии.
НИИКЭЛ – филиал ИЦиГ СО РАН является клинической базой для проведения практических занятий по клиническим дисциплинам у студентов Института медицины и психологии В. Зельмана Новосибирского национального исследовательского государственного университета.
В 2024 году в НИИКЭЛ открыта аспирантура для выпускников естественно-научных и медицинских направлений вузов. 

## Медицинская помощь
С момента основания НИИКЭЛ при институте работает клиника. В настоящее время это многопрофильное медучреждение, в котором оказывается высокотехнологичная стационарная и консультативно-диагностическая медицинская помощь по направлениям:
- гинекология,
- травматология и ортопедия,
- эндокринология,
- хирургия,
- сердечно-сосудистая хирургия,
- урология,
- ревматология,
- рентгенологическая и лабораторная диагностика[8].

## Отделения
- Гинекологическое,
- Хирургическое,
- Анестезиологии и реанимации,
- Ревматологическое,
- Эндокринологическое,
- Ультразвуковой диагностики
- Лучевой диагностики,,
- Консультативное,
- Приемное,
- Дневной стационар[9].

## Научно-практические центры
- центр антицитокиновой терапии
- центр остеопороза
- центр диабетической стопы

## Лаборатории

### Лаборатория клинической иммуногенетики
Осуществляет популяционное изучение распределения генов иммунного ответа с целью создания иммуногенетических способов донозологического диагноза и прогноза на ранних стадиях. Занимается исследованием молекулярных механизмов реализации функций генов иммунного ответа при иммунопатологических и нормальном состояниях и др. Осуществляемые способы молекулярной биологии: ПЦР-диагностика, проточная цитофлуориметрия, иммуноферментный анализ, генотипирование и т. д. 
Руководитель — доктор медицинских наук, академик РАМН, академик РАН Владимир Иосифович Коненков.

### Лаборатория клеточных технологий
В числе многих направлений лаборатория занимается созданием биомедицинской клеточной и тканеинженерной продукции, основой которой являются аутологичные стволовые/прогениторные клетки. Данная продукция предназначена для стимуляции восстановительных процессов в ишемизированных и дегенерированных тканях и органах.
Руководитель —  доктор медицинских наук Ольга Повещенко.

### Лаборатория фармацевтических технологий
Данная лаборатория создаёт, исследует и применяет сорбционные материалы, которые являются синергистами лимфатической системы. Сорбционная терапия позволяет выводить из организма токсические продукты. Совместно с Институтом катализа имени Г.К.Борескова СО РАН лаборатория разработала углеродминеральный мезо-макропористый  сорбент СУМС-1, его основа — оксид алюминия и углеродное покрытие. Среди прочих разработок лаборатория создаёт серебросодержащие сорбционные материалы, предназначенные для аппликационного и энтерального применения, аппликационные гигиенические сорбенты-пудры и т. д.
Руководитель — кандидат химических наук Любовь Рачковская.

### Лаборатория оперативной лимфологии и лимфодетоксикации
Разрабатывает и внедряет в клиническую практику новые методы излечения различных хирургических патологий, в основе которых лежат определённые воздействия на лимфатическую систему, создаёт новые способы лечения болезней лимфатической системы. В лаборатории осуществляется лечение таких болезней как варикозная болезнь нижних конечностей, облитерирующие заболевания артерий, посттромботическая болезнь нижних конечностей, первичная лимфедема верхних и нижних конечностей, лимфедема наружных половых органов, лимфедема после лечения злокачественных новообразований, ограниченные лимфангиомы кожи и т. д. При суставных повреждениях и заболеваниях с помощью эндоскопических технологий проводятся реконструктивно-пластические операции, осуществляются операции лимфатического дренирования с использованием микрохирургической техники.
Руководитель — доктор медицинских наук Вадим Нимаев.

### Лаборатория патологии соединительной ткани
Основана в 2014 году. Лаборатория изучает законы функционирования соединительной ткани как субстрата внесосудистой циркуляции тканевой жидкости, а также корней лимфатической системы. Данные исследования служат созданию способов профилактики различных болезней костно-мышечной системы, ранней диагностики и персонифицированной терапии. Лаборатория принимает участие в проведении международных исследований лекарственных средств.
Руководитель — доктор медицинских наук Максим Королёв.

### Лаборатория ультраструктурных исследований
Лаборатория изучает механизмы ангио- и лимфангиогенеза при патологиях различного характера, разрабатывает способы регуляции гибели клеток с использованием неорганических наночастиц, исследует лимфатические регионы человеческих органов и органов экспериментальных животных на клеточном, субклеточном и тканевом уровнях и т. д. Лаборатория проводит научные опыты с помощью световой и электронной микроскопии, биохимии и иммуногистохимии.
Руководитель — доктор биологических наук Наталия Бгатова.

### Лаборатория физиологии протективной системы
Лаборатория разрабатывет средства и методы коррекции структурно-функциональных повреждений в лимфоидных органах и лимфатическом русле для нормализации метаболизма и активации в организме процессов восстановления, изучает гуморальную регуляцию лимфатической системы, её генетические, структурные и функциональные основы организации и т. д.
Руководитель — доктор медицинских наук Александр Повещенко.

### Лаборатория функциональной морфологии лимфатической системы
Основное направление деятельности – разработка методов микроскопической диагностики патологии соединительной ткани и лимфатической системы, морфологической оценке эффектов лекарственных препаратов, изучаемых в рамках международных многоцентровых контролируемых исследований.
Руководитель — Михаил Александрович Карпов.

### Лаборатория эндокринологии
Основана в 2012 году. Здесь разрабатываются способы персонифицированной диагностики, профилактики и лечения социально-значимых болезней эндокринной системы. В лаборатории изучают связь между нарушениями ангиогенеза, лимфангиогенеза, васкулогенеза и развитием сосудистых осложнений сахарного диабета и т. д. Лаборатория принимает участие в проведении международных исследований  медицинских препаратов. Сотрудники лаборатории осуществляют оказание специализированной медицинской помощи пациентам, страдающим различными заболеваниями эндокринной системы.
Руководитель — доктор медицинских наук Вадим Климонтов.

### Лаборатория фармакологических активных соединений
Основные направления работы:
- скрининговые исследования синтезированных соединений, определение их цитотоксичности, кинетики внутриклеточного проникновения и выведения, исследования их внутриклеточного распределения;
- определение специфической активности синтезированных соединений, острой и хронической токсичности in vivo;
- патоморфологические исследования;
- разработка и исследование волокнистых наноматериалов, для регенеративной медицины на основе синтетических и натуральных полимеров, полученных методом электроспиннинга (электроформования).

Руководитель лаборатории - кандидат биологических наук Анастасия Олеговна Соловьева. 

### Группа экспериментальной фармакологии
Цели и задачи группы:
- формирование методологических и экспериментальных основ для решения актуальных проблем здравоохранения и медицины;
- изыскание в области создания и исследования новых высокоэффективных и безопасных лекарственных средств с лимфотропным эффектом;
- научное обоснование и технологическое обеспечение рациональной медицинской практики и доказательной медицины с позиций лимфокоррекции, лимфопротекции.

Руководитель группы - Светлана Викторовна Мичурина. 

### Молодежная лаборатория фармакологического моделирования и скрининга биоактивных молекул
Основное направление деятельности - поиск новых, перспективных фармакологических активных молекул и разработка на их основе прототипов лекарственных препаратов в рамках проведения полного цикла доклинических исследований, включая эксперименты на линиях лабораторных животных - генетических моделях заболеваний человека.
Научные задачи лаборатории:
- разработка прототипов лекарственных препаратов на основе биодеградируемых аргинин-содержащих полимеров.
- разработка и исследование фотоактивных кластерных комплексов металлов конъюгированные с ДНК для элиминации стволовых опухолевых клеток.
- исследование иммобилизованных на полиэтиленоксиде субтилизинов в условиях экспериментальных моделей нарушения кровообращения.
- разработка прототипов противовирусных лекарственных препаратов на основе интерферона лямбда-1 и его пегилированной формы.

Руководитель лаборатории - кандидат медицинских наук Виталий Олегович Омельченко.

### Молодежная лаборатория экспериментальной и клинической фармакологии
Лаборатория создана в 2021 г в рамках реализации программы СибБиоНОЦ «Создание Центра экспериментальной и клинической фармакологии».
Научные задачи лаборатории:
- Разработка новых технологий лечения ревматических заболеваний с использованием таргетных синтетических биомолекул регулирующих провоспалительные цитокиновые каскады;
- Разработка и доклиническое исследование инновационных антимикробных лекарственных средств для лечения инфекционных заболеваний опорно-двигательного аппарата, кожи и мягких тканей;
- Исследование терапевтического потенциала композиционного состава, состоящего из хелатной формы кремния, катехинов и серотонина растительного происхождения при остеопорозе.

Руководитель лаборатории - кандидат биологических наук Наталья Анатольевна Бондаренко. 

## Примеры научных трудов института
- Проблемы саногенного и патогенного эффектов экологического воздействия на внутреннюю среду организма: Материалы междунар. симп. — Чолпон-Ата, 1995. — Ч. 2. — 150 с.
- Профилактические и лечебные свойства природных цеолитов (Биологически активные пищевые добавки типа «Литовит»). — Новосибирск, 1999. — 158 с.
- Фундаментальные проблемы лимфологии и клеточной биологии: X Междунар. конф., 3-4 октября 2011 года, Новосибирск. — Новосибирск, 2011. — 360 с.

## Некоторые статьи в журналах
- Бородин Ю. И., Асташов В. В., Голубева И. А., Склянова Н. А., Маркель А. Л., Ибрагимов Р. Ш. Исследование крови и лимфы при экспериментальной ишемии миокарда и артериальной гипертензии // Бюллетень экспериментальной биологии и медицины. — 1992. — № 4. — С. 349.
- Бородин Ю. И., Широкова Н. В., Склянова Н. А., Склянов Ю. И. Состояние лимфоидных органов материнского организма как отражение эффективности коррекции венозного застоя при беременности у крыс // Морфология. — 1992. — № 5. — С. 70-76.
- Sartakova M. L., Konenkov V. I., Kimura A. Oligonucleotide Genoty-ping of HLA-DRB1·04 and HLA-DQB·03 among Russians in West Siberia Suffering from Rheunatoid Arthritis // Experimental and Clinical Immunogenetics. — 1994. — V. 11, N 4. — P. 187-191.
- Konenkov V. I., Sartakova M. L. Determination of DRB alleles of DR4 subtypes by oligonucleotyping in patients with rheumatoid arthritis // American Journal of Human Genetics.- 1991. — V. 5. — P. 25.
- Safina A. F. Carboxymethylated beta-1,3-glucan as a modulator of scavenger receptor function // 4th Annual Scandinavian Atherosclerosis conference, May 22-25. — Copengagen, Denmark, 1997.
- Begovich A. B., Klitz W., Steiner L. L., Gram S., Suraj-Baker V., Konenkov V.I. et al. HLA-DQ haplotypes in 15 different populations // In to: Major Histocompatibility Complex. Evolution, Structure, and Function. / M. Kasahara (Ed.). — Springer-Verlag Tokyo, 2000. — P. 412-426.

## Некоторые доклады и тезисы докладов на конференциях и съездах
- Громыхина Н.Ю., Крымская Л. Г., Куракина О. В., Повещенко А. Ф., Маркова Е. В., Козлов В. А. Механизмы иммунорегуляторной функции макрофагов // Тез. Международного симпозиума. Патогенез хронического воспаления. — Новосибирск, 1991. — С. 80-82.
- Асташов В. В., Бурлака В. А. Исследование удельной электропроводности органов и тканей при асептическом панметрите и его коррекции // Новое в биологии и медицине. Тез. докл. 52-й научн. конф. студ. и молод. учен. НоТКЗМИ. — Новосибирск, 1991.
- Воронова И. А., Прокофьев В. Ф., Коненков В. И. Иммуногенетическая гетерогенность клинических вариантов СКВ у европеоидов Западной Сибири // Тез. IV Всесоюз. съезда ревматологов. — Минск, 1991. — C. 198.
- Козырь Н. Л., Белан И. Б. Изучение активности окислительно-восстановительных ферментов и структуры ядерного хроматина в лимфоцитах периферической крови у больных ревматоидным артритом и здоровых людей с помощью оптико-структурного компьютерного анализа // Школа-конф. молодых ученых. Тез. докл. — Москва, 1993. — С. 79.
- Любарский М. С., Шевела А. И., Нимаев В. В., Пятакова И. В. Комплексный подход к лечению больных с лимфедемой нижних конечностей // Проблемы саногенного и патогенного эффектов экологических воздействий на внутреннюю среду организма: Материалы Междунар. симп. — 1993. — С. 132-133.
- Grek O. R., Scharapov V., Rybacova T. Effect of liver ischemia on microsomal ensymes activiti i rats with different sensivity to hypoxia // The 3 World Cong. Intern. Soc. for Adapt. Medicine. — Tokyo, 1993. — P. 86.
- Reichert V., Gavrilin V., Adili F., SmitzRixen T., Grigoriev V. Structural reorganisation of regional lymph nodes following acute bleeding // International congress of lymphology. — Washington, September 20-26. — 1993. — P.32.
- Michailenko A. M., Musatov M. I., Konenkov V. I., Kozlov V. A. Dynamics of CD3+, CD4+, CD8+ and CD22+ lymphocytes numbers bearing the activation markers in children // In: 5th International Conference on Human Leukocyte Differntiation Antigens. — Boston, 1993. — P. 368.